# Ulrico III di Graben
Ulrico III di Graben (in tedesco: "Ulrich III. von Graben", in sloveno: "Ulrik III Grabenski") (Kornberg, 1415 – Kornberg, 16 febbraio 1486), signore di Graben, Kornberg, Marburg con l'Obermarburg e il castello di Marburg, (Ober)radkersburg, Grabenhofen e Graben, fu un nobile austriaco. Era considerato un "sostenitore fermamente leale" dell'imperatore Federico III d'Austria e svolse per lui diverse alte funzioni politiche e di responsabilità in Stiria, come governatore (Landeshauptmann) e governatore imperiale della Stiria, nonché capitano e burgravio di Graz e Marburg (Maribor). Inoltre, fu un importante consigliere imperiale.

## Biografia

### Famiglia
Ulrico III proveniva dalla famiglia Von Graben. Era il figlio del burgravio Federico II di Graben, un importante consigliere imperiale. Sua madre era una di Plankenwarth o Adelheid Hoffer. Uno dei suoi fratelli era Reinprecht V von Graben, alto ufficiale militare e ciambellano degli Asburgo in Tirolo e Bassa Austria. I parenti di Ulrich della linea Sommeregger di Von Graben erano suo zio Andreas di Graben di Sommeregg, che era capitano della contea di Ortenburg sotto i conti di Cilli, e suo figlio Virgil von Graben, il nobile più importante della Contea di Gorizia,z che rese possibile il suo ingresso nell'Impero Asburgico. Nel 1464 Ulrico di Graben sposò Agnes Närringer, figlia di Mert Närringer e vedova di Hans Breuner, dalla quale ebbe quattro figli e tre figlie. Bucelin nomina Magdalena Baronissa de Tschernembl come la madre di sua figlia Margret. Dal terzo matrimonio con Benigna Freinsteinerin († 1486) - altre fonti parlano di Benigna von Braunstein - non ebbe altri figli.
- Wolfgang von Graben (1465–1521), figura amministrativa e militare austriaca, burgravio di Saldenhofen. Si dice che Wolfgang von Graben abbia fondato il ramo olandese dei Graeff.[9][10][11] La famiglia De Graeff utilizza ancora una variante dello “stemma Graben”.[12]
- Andree von Graben († 1521), amministratore dell'ufficio di Windischgraetz; non sposato
- Georg von Graben († 1522), nessuna prole
- Rosina von Graben († 1539), sposata con Heinrich von Guttenberg, visdomino di Bamberga in Carinzia[13]
- Margret (Marusch) von Graben, sposata tre volte: Andree von Himmelberg, Christoph von Silberberg e con il bavarese Siegmund von Königsfeld(er), signore di Niederaichbach (1500; † 1539)
- Elisabeth von Graben, sposata nel 1483 con Georg IV von Auersperg e successivamente con Siegmund Kreuzer zu Wernberg; Dal matrimonio con Auersperg nacquero 7 figli[14]
- Wilhelm von Graben († 1523), proprietario di pegno della tenuta e del castello di Saldenhofen, nonché burgravio imperiale del castello di Neuberg; Guglielmo ebbe come figlio Andrä von Graben († 1556), signore di Kornberg e Obermarburg. Con questo Von Graben si estinse il ramo stiriano del castello di Kornberg.[15]

### Carriera
Nel 1452 Ulrico di Graben faceva parte dell'entourage del re Federico III alla sua incoronazione imperiale a Roma. Nel 1456, Ulrico e suo padre Federico II ottennero per ordine del tribunale l'importante dominio di Marburg (Maribor), con l'Obermarburg, l'ufficio di Marburg an der Drau e il castello di Marburg in una disputa con Wolfgang von Walsee.
Nel 1456 Ulrich von Graben fu nominato burgravio imperiale e capitano di Marburgo. Nel 1462 fu uno degli emissari imperiali a Vienna che ebbe un ruolo nella disputa asburgica tra l'imperatore Federico e suo fratello Alberto VI d'Asburgo. L'8 dicembre 1462 succedette al defunto Eberardo VIII di Walsee come Landeshauptmann (governatore) del Ducato di Stiria. Il conte Wilhelm von Dirnstein gli succedette come governatore della Stiria nel 1469. Nel 1475 von Graben fu nominato esattore delle tasse imperiale della Stiria. Nel 1474 fu uno dei consiglieri nominati dall'imperatore provenienti dai ducati di Stiria, Carniola e Carinzia, che avevano il compito di elaborare decisioni contro la minaccia turca e di informarne poi i prelati, la nobiltà e le città di questi ducati. Fino al 1482, Von Graben fu nominato in vari documenti come capitano imperiale / burgravio di Marburgo.
Poiché Ulrico di Graben si distinse molto nel suo incarico a Marburg, l'imperatore Federico lo nominò nel 1480 comandante del castello principale di Graz, cioè burgravio (imperiale) di Graz e capitano del castello (castellano) del castello di Graz. Qui fu nominato protettore della figlia dell'imperatore Federico III, Cunegonda d'Austria, la cui sicurezza era minacciata dalle invasioni ungheresi sotto Mattia Corvino. Qui riuscì a sventare un piano di rapina e il conseguente rapimento della donna asburgica. Quando l'imperatore lasciò la Stiria nel 1484, nominò cinque avvocati (governatori) di fiducia: Ulrico di Graben, il vescovo Matthias Scheit von Seckau, Friedrich von Stubenberg, l'amministratore del governo statale della Stiria Christoph von Mindorf e il segretario imperiale Andreas am Stein. L'ultima menzione scritta di Ulrico di Graben risale al 1486. L'erede principale di Ulrico era suo figlio Wolfgang von Graben.